# 犹太文化
猶太文化或可定義為由猶太族群所創造（及主導運作）並專屬該族群的文化。 猶太教本身不是基於信仰的宗教，而是與行為和實踐有關的「正教」（英語：Orthopraxy，宗教研究用語）。 猶太文化涵蓋許多方面，包括宗教和世界觀、文學、電影、建築、美食、傳統服飾、對性別的態度、婚姻和家庭、社會習俗和生活方式、音樂和舞蹈等。 猶太文化的一些元素來自猶太教內部，另一些來自猶太人與居住地人口的互動，還有一些來自（猶太）社群內部的社會和文化動態。 在 18 世紀之前，宗教幾乎主導了猶太人生活的每個層面，並融入其文化中。 自世俗化現象出現以來，完全世俗的猶太文化同樣開始出現。

## 世俗的犹太文化
世俗的犹太文化包括若干相关现象，它是全世界犹太民族的一种世俗文化。根据摩西·门德尔松的理论，在19世纪早期，犹太人的国际群体就开始被视为一种民族宗教群体，而非只是一个宗教群体。犹太教在实践和信仰上指引它的拥护者，所以它不仅仅只是一个宗教，而应为一种正统体系。因此很难将犹太人所产生的文化与属于犹太人的文化分开。而且并不是个人或者所有文化现象都可以按照欧洲启蒙运动被分为世俗或是宗教的，对于非阿什肯納茲猶太人来说这更是十分陌生。